# Johann Julius Hummel
Johann Julius Hummel (* 1. Mai 1723 in Waltershausen in Unterfranken; † 27. Februar 1798 in Berlin) war ein deutscher Musikverleger.

## Leben

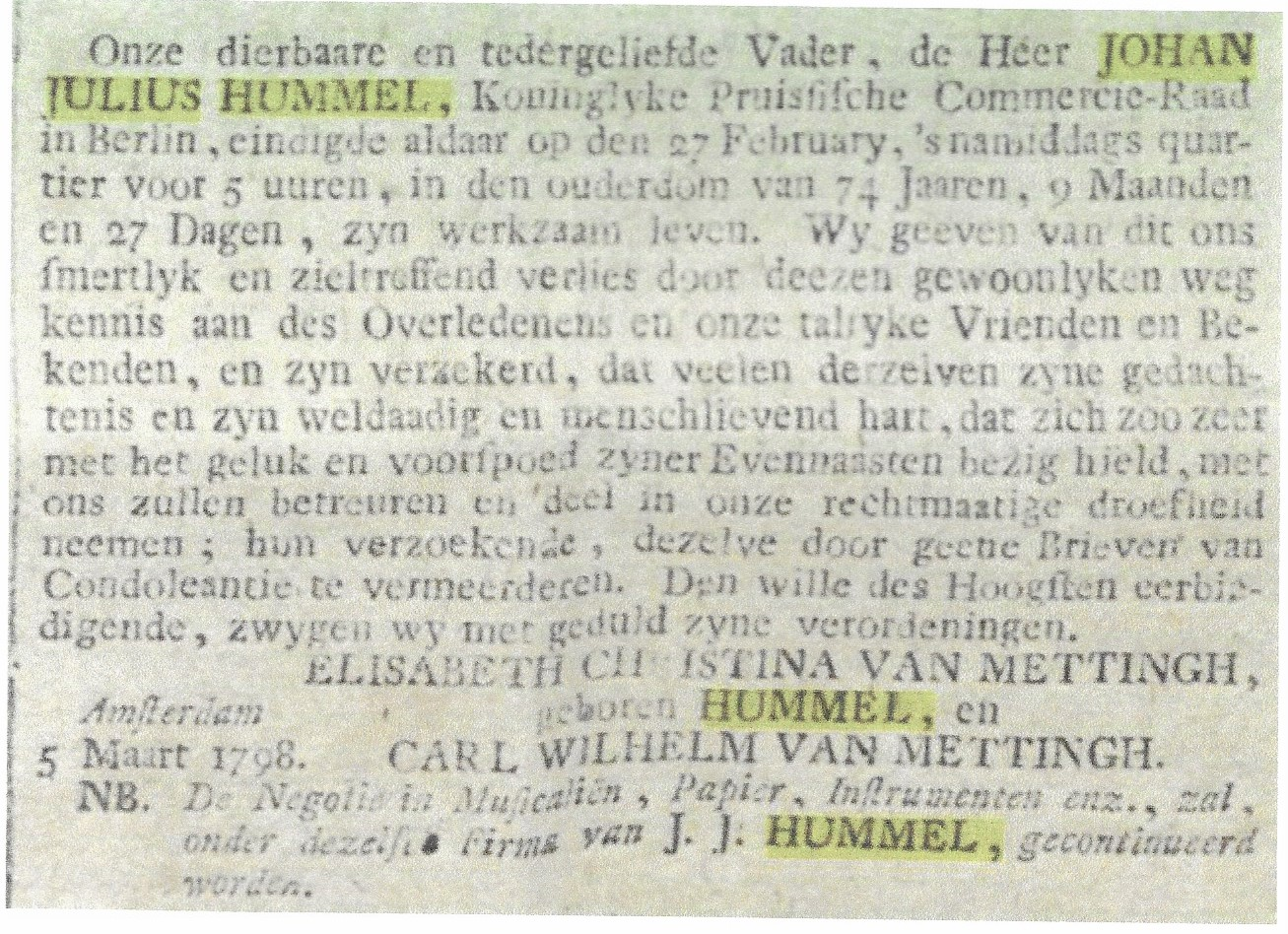
Sterbeanzeige Johan Julius Hummel, 1798, aus: Amsterdamse courant, 8. März 1798

Johann Julius und sein Bruder Burkhard (1731–1797), Söhne eines Johann Matthäus Hummel aus Waltershausen in Unterfranken,  waren zunächst Hornisten in einem Militärorchester. Um 1740 ließen sie sich in Den Haag in den Niederlanden nieder, wo Johann Julius 1747 Christina de Raadt heiratete und 1751 das Bürgerrecht erwarb. Hier etablierte sich der Bruder als Händler, wogegen Johann Julius um 1753 in Amsterdam eine Musikalienhandlung gründete, die Noten aber auch Notenpapier, Konzertkarten und anderes im Sortiment hatte. Das Ladenlokal befand sich zunächst in der Nes, 1764 auf dem Vygendam, 1766 in der Warmoesstraat und 1780 auf der Rokin. 1770 meldete Johann Julius einen Musikverlag mit Notendruckerei in Berlin an und wechselte später mit einem „Privileg“ des preußischen Königs ganz in die preußische Hauptstadt. Die Amsterdamer Filiale übergab er zunächst seinem Sohn Johann Bernhard, 1791 seiner Tochter Elisabeth Christina (1751–1818) und deren Ehemann Carl Wilhelm von Mettingh (1751–1820); sie bestand bis 1822. Das Berliner Geschäft entwickelte er zu einem der größten Musikverlage seiner Zeit.
Der Sohn, Johann Bernhard Hummel, geboren 1760 in Berlin, übernahm 1798 beim Tod des Vaters die Musikalienhandlung samt Notenstecherei in Berlin.
Johann Julius Hummel arrangierte Sinfonien von Ludwig van Beethoven für Klavier, Flöte, Violine und Violoncello. Er verlegte um 1000 Werke deutscher und österreichischer, böhmischer, italienischer und niederländischer Komponisten, unter ihnen Carl Friedrich Abel, Johann Christian und Carl Philipp Emanuel Bach, Luigi Boccherini, Carl Ditters von Dittersdorf, Leopold Kozeluch, Joseph Martin Kraus, Wolfgang Amadeus Mozart, Ignaz Pleyel, Franz Xaver Richter, Joseph Schmitt, Carl Stamitz und Johann Baptist Wanhal. Er gilt als der wichtigste Verleger von Werken Joseph Haydns nördlich der Alpen. Unter den weniger bekannten verlegten Werken waren 2 Sinfonien von Johann Friedrich Berwald, ein Potpourri für Klavier mit Violine oder Flöte von Joseph Caffro (* um 1776 Neapel), 1797, XII Airs für 2 Violinen von Johann Christian Frischmuth (1741–1790), Giuseppe Giordani, Franz Anton Hoffmeister, ein „Entreakt für Orchester zu Hamlet“ von Johann David Holland (1746–1827), Adolph August von Münchhausen (ca. 1755–1811) und 6 Quartette mit Fagott von Franz Anton Pfeiffer (1752–1787). Er und sein Bruder publizierten 1768 einen thematischen Katalog ihrer Publikationen, dem von 1769 bis 1774 sechs Supplementausgaben und eine weitere 1838 folgten.